# Libnotes hollandi
Libnotes hollandi är en tvåvingeart som först beskrevs av Alexander 1936.  Libnotes hollandi ingår i släktet Libnotes och familjen småharkrankar. Inga underarter finns listade i Catalogue of Life.